# Pachyurus paucirastrus
Pachyurus paucirastrus es una especie de pez de la familia Sciaenidae en el orden de los Perciformes.

## Morfología
• Los machos pueden llegar alcanzar los 14,8 cm de longitud total.

## Hábitat
Es un pez de agua dulce, de clima subtropical y bentopelágico.

## Distribución geográfica
Se encuentran en Sudamérica:  cuenca del río Tocantins en Brasil.